# Wach (gromada)
Wach – dawna gromada, czyli najmniejsza jednostka podziału terytorialnego Polskiej Rzeczypospolitej Ludowej w latach 1954–1972.
Gromady, z gromadzkimi radami narodowymi (GRN) jako organami władzy najniższego stopnia na wsi, funkcjonowały od reformy reorganizującej administrację wiejską przeprowadzonej jesienią 1954 do momentu ich zniesienia z dniem 1 stycznia 1973, tym samym wypierając organizację gminną w latach 1954–1972.
Gromadę Wach z siedzibą GRN w Wachu utworzono – jako jedną z 8759 gromad na obszarze Polski – w powiecie ostrołęckim w woj. warszawskim, na mocy uchwały nr VI/10/10/54 WRN w Warszawie z dnia 5 października 1954. W skład jednostki weszły obszary dotychczasowych gromad Siarcza Łąka i Wach oraz Kolonia Podgórze i Kolonia Karaska z dotychczasowej gromady Piasecznia ze zniesionej gminy Kadzidło w tymże powiecie. Dla gromady ustalono 14 członków gromadzkiej rady narodowej.
31 grudnia 1959 do gromady Wach przyłączono obszar zniesionej gromady Zalesie w tymże powiecie (bez wsi Białusny Lasek, Charciabałda i Zdunek).
31 grudnia 1961 gromadę zniesiono, włączając jej obszar do gromad: Kadzidło (wsie Karaska, Podgórze, Siarcza Łąka i Wach) i Wykrot (wieś Zalesie) w tymże powiecie.